# Karácsondi-árok
A Karácsondi-árok a Mátraalján ered, Karácsond településtől északnyugatra, Heves vármegyében, mintegy 170 méteres tengerszint feletti magasságban. A patak forrásától kezdve déli-délnyugati irányban halad, majd Visznek településnél éri el a Külső-Mérges-patakot.

## Part menti települések
A Karácsondi-árok partjai mentén több, mint 4000 fő él.
- Karácsond
- Visznek